# 4 (Los Hermanos)
4 è il quarto album della band di Los Hermanos, pubblicato nel 2005. Come l'album precedente, ha vinto il disco d'oro (50 000 copie vendute).

## Tracce
1. Dois Barcos (Marcelo Camelo) – 4:40
2. Primeiro Andar (Rodrigo Amarante) – 4:18
3. Fez-se Mar (M. Camelo) – 4:13
4. Paquetá (R. Amarante) – 3:00
5. Os Pássaros (R. Amarante) – 3:53
6. Morena (M. Camelo) – 3:10
7. O Vento (R. Amarante) – 3:33
8. Horizonte Distante (M. Camelo) – 3:36
9. Condicional (R. Amarante) – 3:28
10. Sapato Novo (M. Camelo) – 4:13
11. Pois É (M. Camelo) – 3:24
12. É de Lágrima (M. Camelo) – 4:30

## Formazione
- Marcelo Camelo - voce, chitarra
- Rodrigo Amarante - voce, chitarra
- Rodrigo Barba - batteria
- Bruno Medina - tastiera
- Alexandre Kassin - produttore